# Centro Nacional de Tiro

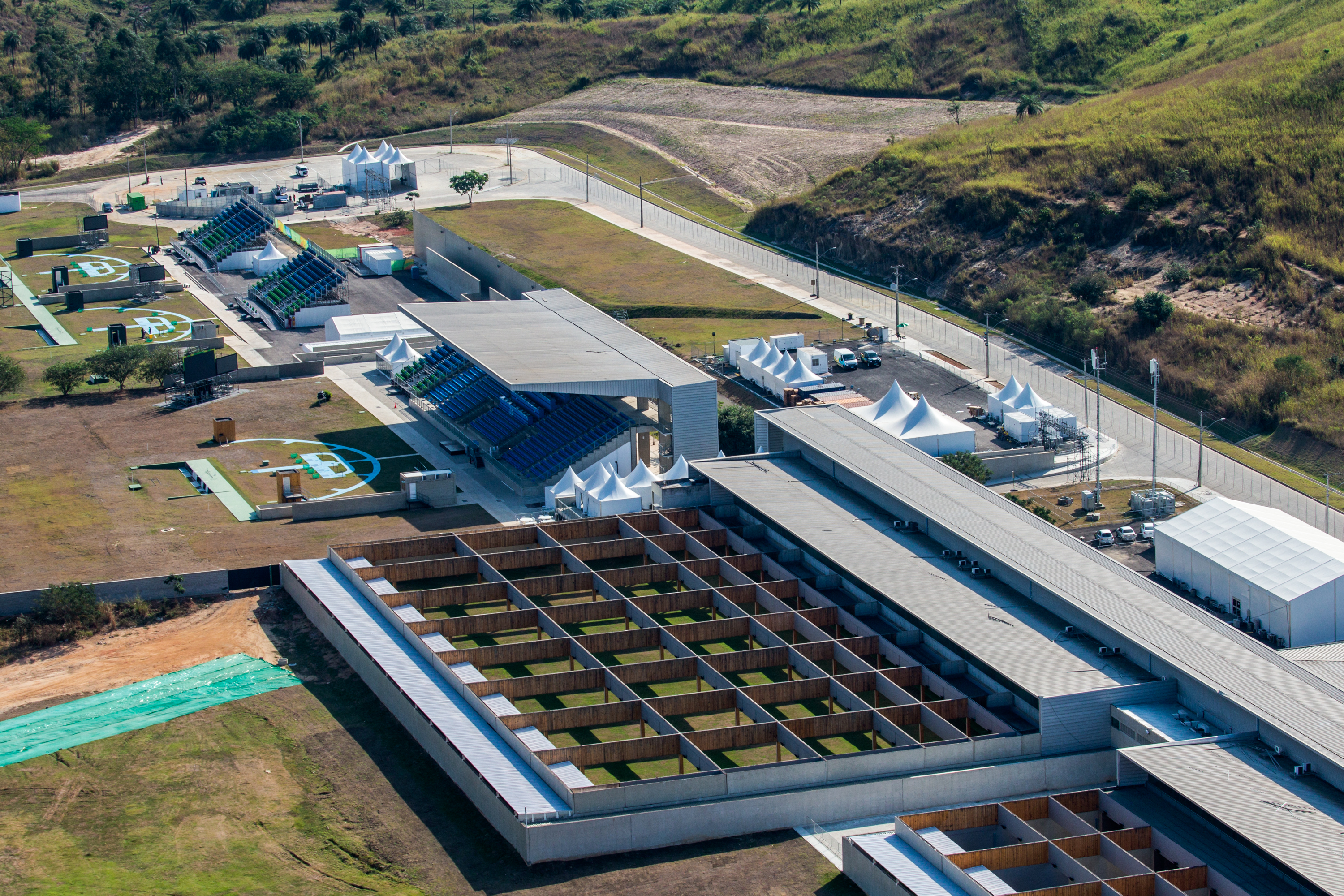
Het Centro Nacional de Tiro

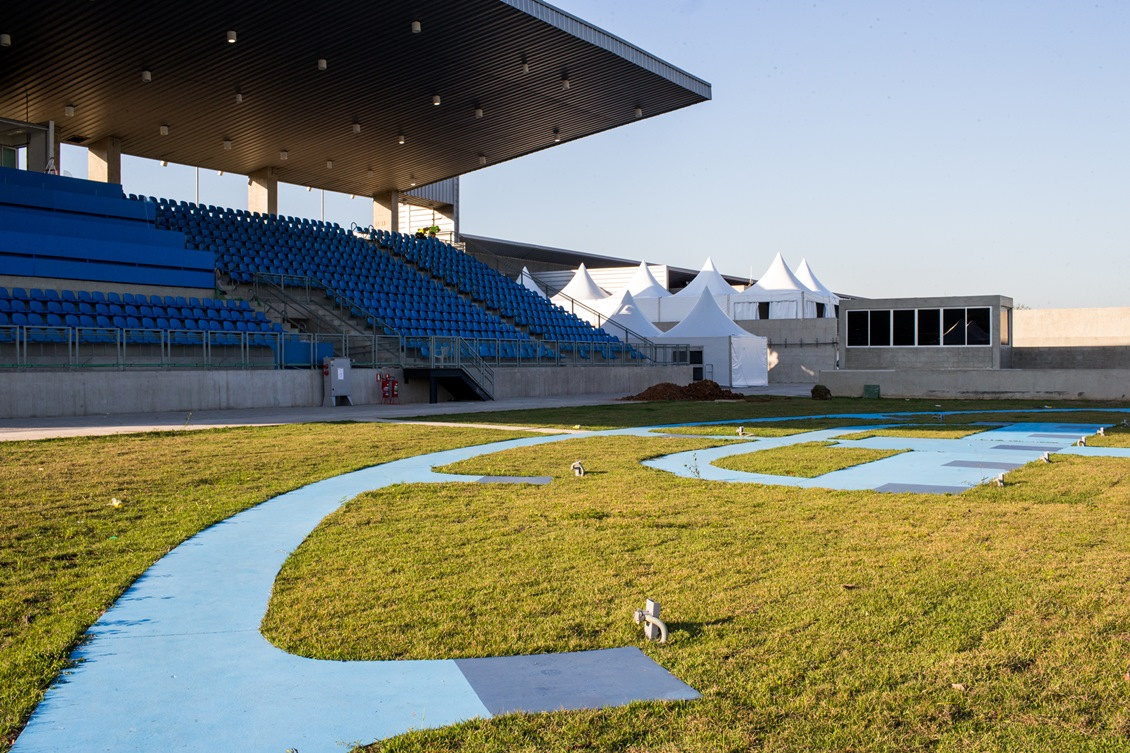
Het Centro Nacional de Tiro

Het Centro Nacional de Tiro is een schietbaan die in 2006-2007 werd gebouwd en een eerste maal in gebruik genomen voor de Pan-Amerikaanse Spelen 2007 in Rio de Janeiro. Nadien werd de baan uitgebaat door BCMF Arquitetos. Van 2014 tot 2016 werd de baan gerenoveerd. In 2016 wordt het voor de Olympische Zomerspelen en Paralympische Zomerspelen 2016 gebruikt.
De schietbaan ligt in de onmiddellijke nabijheid van het park Parque Radical van het Olympische park Deodoro, in het noordwesten van de stad, in de wijk Deodoro. Op de baan gaan de proeven van Schietsport op de Olympische Zomerspelen 2016 en Schietsport op de Paralympische Zomerspelen door. Er zijn tribunes voor 7.577 toeschouwers.
De baan eert schutter en eerste Braziliaanse gouden medaille Guilherme Paraense die in Antwerpen in 1920 goud voor zijn land won.
Na de spelen zal de baan in gebruik genomen worden door de Braziliaanse landmacht.